# Viral Hit
Viral Hit (싸움독학?, SsaumdokakMR,  (喧嘩独学?, Kenka dokugaku), illuminato. "come combattere") è un manhwa sudcoreano pubblicato come webtoon scritto da Taejun Pak e illustrato da Kim Junghyun. È stato serializzato tramite la piattaforma Naver Webtoon di Naver Corporation da novembre 2019, con i singoli capitoli raccolti e pubblicati in nove volumi a partire da maggio 2024. È pubblicato anche in Giappone da Line Manga da aprile 2020. Il manhwa è stato pubblicato in inglese da Line Webtoon. Un adattamento di una serie televisiva anime prodotta da Okuruto Noboru è stata trasmessa dall'11 aprile al 27 giugno 2024 nel blocco di programmazione +Ultra di Fuji TV.

## Personaggi
Yu Ho-bin?, 유호빈LR, Yu Ho-binMR / Kota Shimura (志村光太?, Shimura Kota)
Doppiato da: Satoshi Niwa
Il protagonista della storia. Da sempre vessato a scuola dal bullo Pakgo, specie per i suoi video in live su Newtubu (citazione di YouTube), una sera diventa improvvisamente popolare in rete dopo una scazzottata con uno dei suoi aguzzini, scoprendo che con migliaia di visualizzazioni può guadagnare milioni. Da questo momento in poi, coadiuvato dal "socio" Woo Ji-hyuk, Hobin cerca un modo per guadagnare soldi facendosi riprendere lottando contro i bulli.
Woo Ji-hyuk?, 우지혁LR, U Ji-hyeokMR / Toru Kaneko (金子亨?, Kaneko Toru)
Doppiato da: Nobuhiko Okamoto
Inizialmente membro della banda di Pagko e suo cameraman durante i servizi di livestream, viene messo in ridicolo davanti al mondo intero quando lui e Hobin vengono incidentalmente ripresi mentre si prendono a botte a casa di quest'ultimo. Nel tentativo di risalire la scala sociale, stringe un patto con Hobin per guadagnare soldi dalle visualizzazioni dei combattimenti contro i bulli come Pagko.
Ga Eul?, 가을LR, Ga EulMR / Aki Yashio (八潮秋?, Yashio Aki)
Doppiata da: Fairouz Ai
Choi Bo-mi?, 최보미LR, Choe Bo-miMR / Kaho Asamiya (朝宮夏帆?, Asamiya Kaho)
Doppiata da: Yui Ishikawa
Una collega di lavoro di Hobin al WcDonald. È sempre molto gentile e disponibile con chiunque, tanto da divenire, oltre che la "idol" del locale, anche la prima cotta del protagonista. Dopo che questi la salva da una molestia di Pakgo in uno dei suoi servizi, e per aver sbugiardato il bullo per quello che è realmente, si interessa a lui abbastanza da dargli il suo numero di telefono.
Pakgo?, 빡고LR / Hamaken (ハマケン?)
Doppiato da: Shunsuke Takeuchi
Il bullo di Hobin, oltre che popolare Newtuber. Con i suoi iscritti indossa una maschera da ragazzo spiritoso e burlone, rivelandosi un bruto sadico e manesco solo di fronte alla sua vittima preferita, e guadagna soldi facili raccontando falsità e organizzando truffe. Quando Hobin e Ji-hyuk inviano accidentalmente la loro rissa in rete, cerca di approfittarne coinvolgendoli forzatamente in un suo livestream, finendo tuttavia nella loro trappola quando mostrano al mondo chi è davvero. In poco tempo diventa un signor nessuno.
Seong Tae-hoon?, 성태훈LR, Seong Tae-hunMR / Reo Shinjo (新庄玲央?, Shinjo Reo)
Doppiato da: Kaito Ishikawa
Kim Moon-seong?, 김문성LR, Gim Mun-seongMR / Tatsuya Ōgi (扇達也?, Ōgi Tatsuya)
Doppiato da: Yuichi Nakamura
Uno studente anziano e una celebrità nel mondo dell'MMA. È abbastanza intimidatorio da far retrocedere Pagko per la paura con poche parole. Gli piace dormire in classe nell'intervallo.
Yeo Roo-mi?, 여루미LR, Yeo Ru-miMR / Rumi Meguro (目黒ルミ?, Meguro Rumi)
Doppiata da: Yoshino Aoyama
Una newtuber esordiente. Inizialmente registra un video con Pagko, ma dopo che viene svergognato in rete, anche per spinta dei suoi iscritti, chiede ad Hobin se possono fare un livestream insieme.
Ssamdak?, 쌈닥LR / Tou-Kei (闘鶏?, Tōkei)
Doppiato da: Tomokazu Sugita
Uno strano individuo indossante una maschera da gallo nei suoi video. Pur non avendo alcun iscritto ha pubblicato molti video in cui dispensa consigli su come combattere meglio. Hobin inizia immediatamente a seguirli, migliorando sia nella lotta che come persona.

## Media

### Webtoon
Il manwha, scritto da Taejun Pak e disegnato da Kim Junghyun, viene serializzato dal 15 novembre 2019 come webtoon sulla piattaforma di Naver, Naver Webtoon. La serie viene pubblicata in Giappone dal 4 aprile 2020 da Line Manga e in inglese dall'ottobre 2022 da Line Webtoon.
| Nº | Data di prima pubblicazione | Data di prima pubblicazione                                                 | Data di prima pubblicazione |
| Nº | Giapponese                  | Giapponese                                                                  |                             |
| -- | --------------------------- | --------------------------------------------------------------------------- | --------------------------- |
| 1  | 31 luglio 2021              | ISBN 979-1-19-122588-4                                                      |                             |
| 2  | 15 febbraio 2022            | ISBN 979-1-16-769031-9 (ed. regolare) ISBN 979-1-16-769065-4 (ed. limitata) |                             |
| 3  | 16 giugno 2022              | ISBN 979-1-16-769134-7                                                      |                             |
| 4  | 30 settembre 2022           | ISBN 979-1-16-769169-9                                                      |                             |
| 5  | 15 febbraio 2023            | ISBN 979-1-16-769193-4                                                      |                             |
| 6  | 15 luglio 2023              | ISBN 979-1-16-769231-3                                                      |                             |
| 7  | 15 dicembre 2023            | ISBN 979-1-16-769284-9                                                      |                             |
| 8  | 15 dicembre 2023            | ISBN 979-1-16-769285-6                                                      |                             |
| 9  | 15 maggio 2024              | ISBN 979-1-16-769298-6                                                      |                             |

### Anime

Logo della serie anime

Un adattamento della serie televisiva anime è stato annunciato il 10 febbraio 2024. La serie è prodotta da Okuruto Noboru e diretta da Masakazu Hishida, con Toshiya Ono che scrive le sceneggiature della serie, Satomi Miyazaki che disegna i personaggi e Yutaka Yamada che compone la musica. La serie è stata trasmessa dall'11 aprile al 27 giugno 2024 nel blocco di programmazione +Ultra di Fuji TV. La sigla di apertura, Wild Boy, è cantata dai MA55IVE THE RAMPAGE, mentre la sigla finale, Viral Hack, è eseguita dai Crab Kani Club. Crunchyroll ha concesso in licenza la serie.

#### Episodi
| Nº | Titolo italiano Giapponese 「Kanji」 - Rōmaji                   | In onda        | In onda |
| Nº | Titolo italiano Giapponese 「Kanji」 - Rōmaji                   | Giapponese     |         |
| 1  | Primo upload 「初投稿」 - Hatsu tōkō                            | 11 aprile 2024 |         |
| 2  | Devo diventare più forte 「強くならなきゃ」 - Tsuyoku naranakya | 18 aprile 2024 |         |
| 3  | Appuntamento 「デート」 - Dēto                                  | 25 aprile 2024 |         |
| 4  | Umiliazione 「屈辱」 - Kutsujoku                                | 2 maggio 2024  |         |
| 5  | Amici 「友達」 - Tomodachi                                      | 9 maggio 2024  |         |
| 6  | Il demone 「悪魔」 - Akuma                                      | 16 maggio 2024 |         |
| 7  | Allenamento speciale 「特訓」 - Tokkun                          | 23 maggio 2024 |         |
| 8  | Un vero scontro 「実戦」 - Jissen                               | 30 maggio 2024 |         |
| 9  | Compagni 「友達」 - Tomodachi                                   | 6 giugno 2024  |         |
| 10 | Un nuovo avversario 「新たな敵」 - Aratana teki                 | 13 giugno 2024 |         |
| 11 | Una stretta al petto 「胸が苦しい」 - Mune ga kurushī           | 20 giugno 2024 |         |
| 12 | Gioia 「幸せ」 - Shiawase                                       | 27 giugno 2024 |         |

### Adattamento dal vivo
È stato annunciato un adattamento live-action sudcoreano.